# Флат-рак

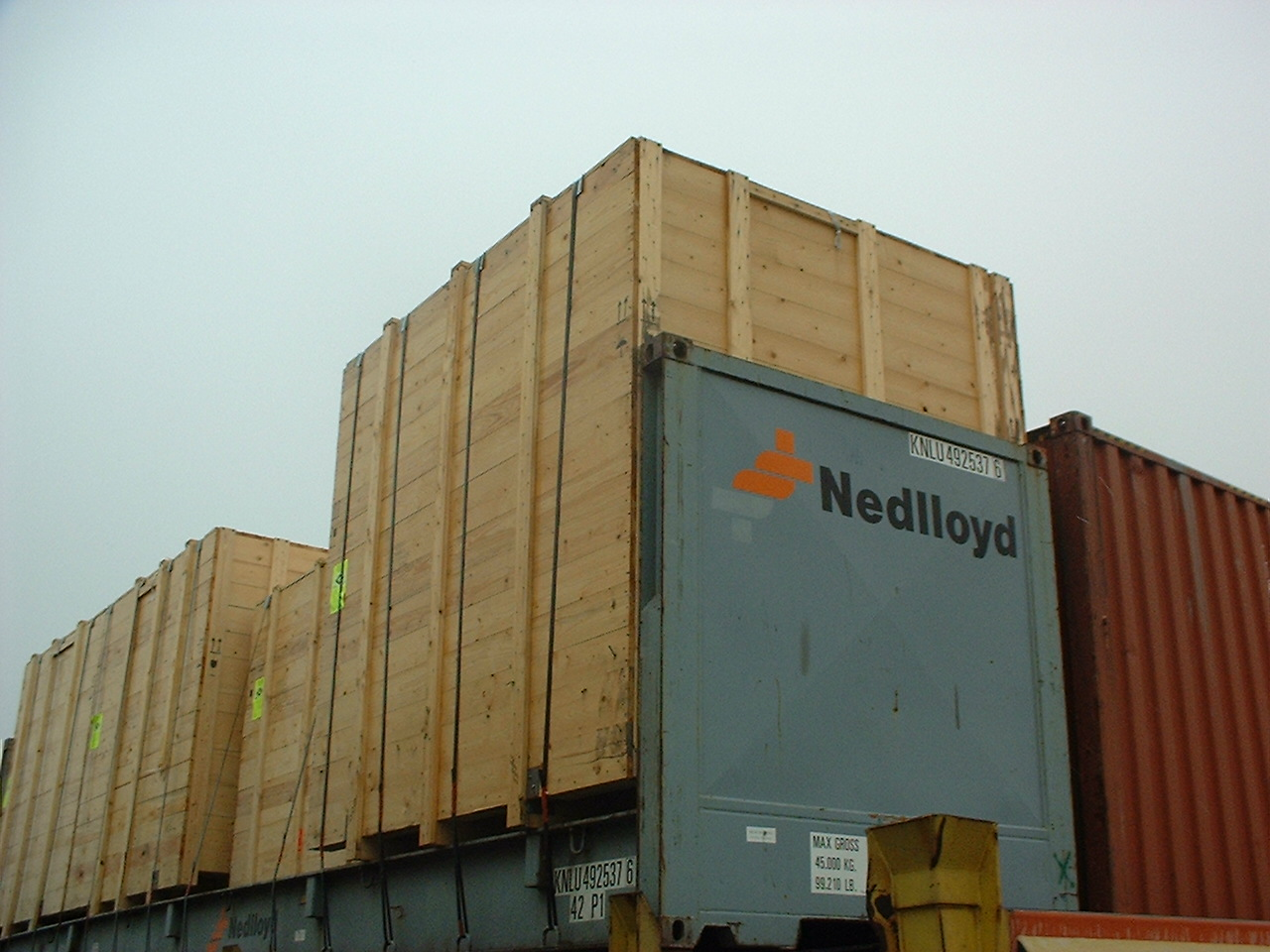
Флат-рак контейнер з вантажем

Флат-рак контейнер (англ. Flat rack) — це спеціалізований тип контейнера який використовуються для транспортування або зберігання вантажів з нестандартними розмірами. Як випливає з назви, ці контейнери мають плоску конструкцію, що дозволяє завантажувати вантажі з боків або зверху.
Флат-рак контейнери переважно використовуються для перевезення вантажів, таких як вантажівки, яхти, великогабаритні транспортні засоби, човни, крани, лопаті турбін, корабельні пропелери, генератори, великі двигуни, будівельне обладнання та інші подібні вантажі.
Флат-рак контейнери зазвичай мають довжину 20 футів або 40 футів і відкриті з довгих боків для прийому великих вантажів, таких як машини, транспортні засоби і труби.
ISO код для флат-рак контейнерів — XXPX, де "P" позначає "Platform" (платформа).

## Розміри
Стандартні розміри флат-раків забезпечують їх універсальність і сумісність з різними видами транспорту та вантажами.

### Стандартні Розміри

#### 20-футовий флат-рак:
- Довжина: 20 футів (6,1 метра).
- Ширина: 8 футів (2,44 метра).
- Висота: Орієнтовно 2,6–2,7 футів (0,8 метра).

#### 40-футовий флат-рак:
- Довжина: 40 футів (12,2 метра).
- Ширина: 8 футів (2,44 метра).
- Висота: Орієнтовно 2,6–2,7 футів (0,8 метра).

#### 45-футовий флат-рак:
- Довжина: 45 футів (13,7 метра).
- Ширина: 8 футів (2,44 метра).
- Висота: Орієнтовно 2,6–2,7 футів (0,8 метра).[3]

### Залежно від cпецифікацій
- Ширина: Стандартна ширина флат-раків зазвичай складає 8 футів (2,44 метра), хоча можуть бути й інші варіанти.
- Довжина: Доступні флат-раки різної довжини, включаючи нестандартні розміри для спеціальних потреб.
- Висота: Висота флат-раків зазвичай невелика через відсутність бокових стінок і даху, що дозволяє максимізувати площу для вантажу.

### Особливі Типи
- Міжмодальний флат-рак: Може мати різні розміри в залежності від вимог конкретного ринку або перевізника.
- Флат-рак з накриттям та боковими воротами: Розміри можуть варіюватися залежно від конструкції накриття і воріт.

## Вантажі, що перевозяться у флат-рак контейнерах

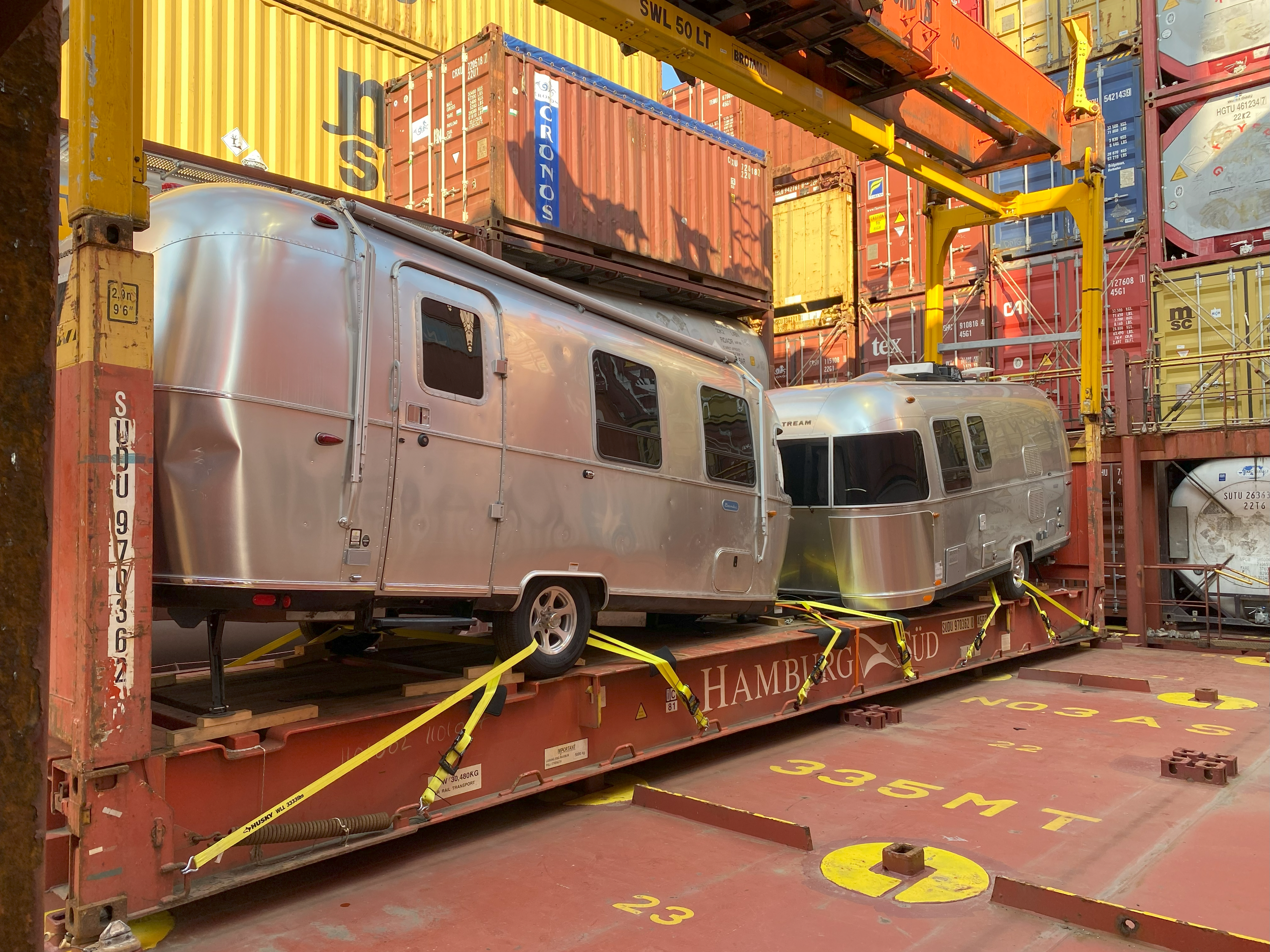
Флат-рак з вантажем на контейнеровозі

Флат-рак контейнери можуть перевозити різні типи вантажів, які не можуть бути завантажені у стандартні контейнери. Вони підходять для транспортування сільськогосподарської продукції, такої як цукрова тростина і зерно, а також вітряків і інших промислових товарів. Розглянемо деякі з найпоширеніших вантажів, які перевозяться у флат-рак контейнерах:
- Штучні вантажі
- Важка техніка
- Трансформатори
- Котли
- Баки
- Будівельне обладнання
- Крани
- Труби
- Турбіни
- Автомобілі
- Сталь
- Скло

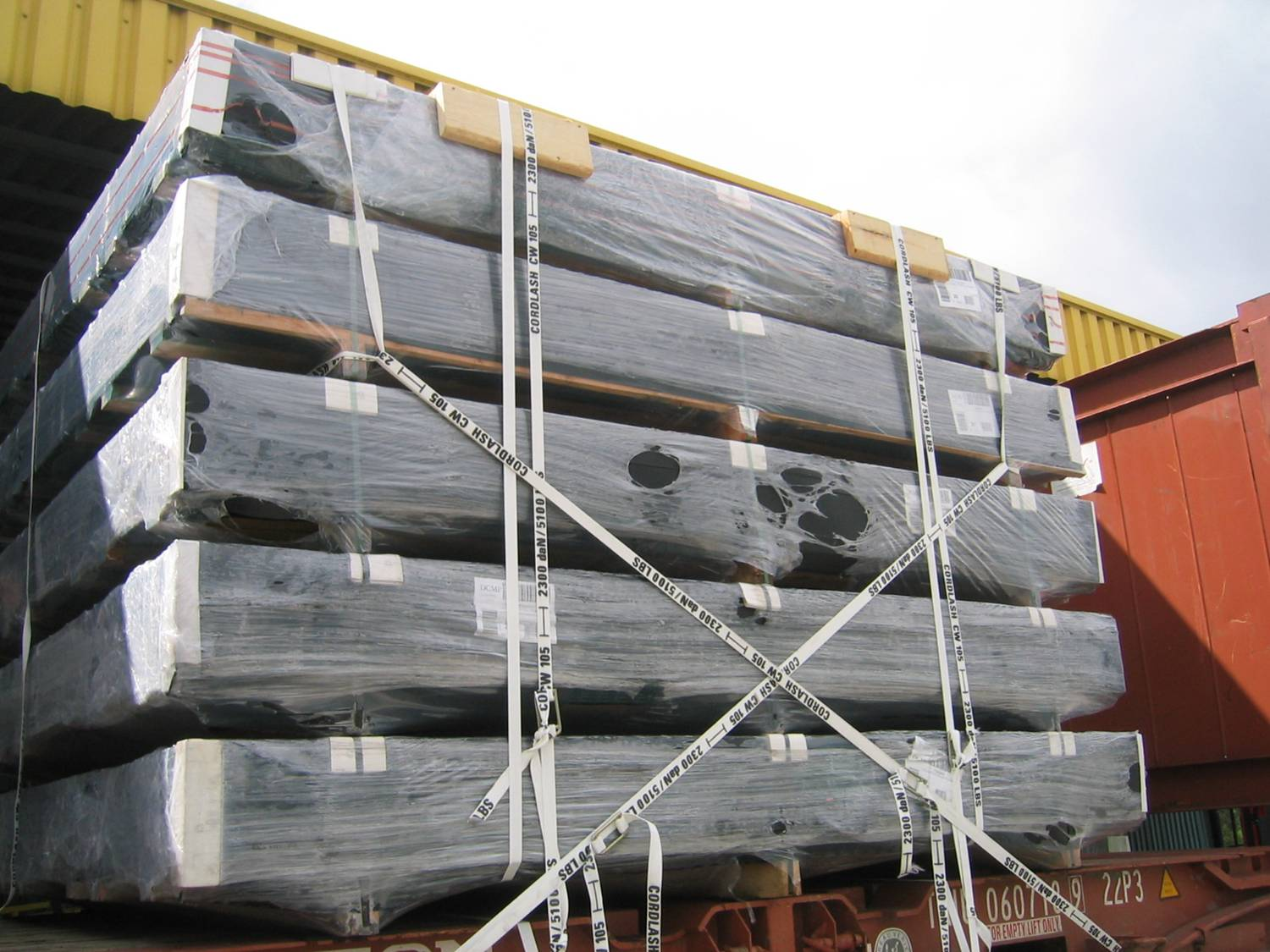
Зафіксований вантаж на флат-рак

Правильне завантаження вантажу у флат-рак контейнер є важливим для запобігання тиску на сам вантаж. Флат-рак контейнери зазвичай розміщують на верхній частині контейнерної стопки або на землі, щоб уникнути випадкового пошкодження через контакт з іншими вантажами або контейнерами.
Флат-рак контейнери оснащені кільцями для кріплення на бічних рейках, підлозі та кутах, що дозволяє надійно зафіксувати вантаж за допомогою хрестоподібного або петлевого кріплення. Деякі контейнери також мають лебідки для кріплення, ремені та стійки для додаткової підтримки і безпеки вантажу. 